# Corynoneura yoshimurai
Corynoneura yoshimurai är en tvåvingeart som beskrevs av Tokunaga 1936. Corynoneura yoshimurai ingår i släktet Corynoneura och familjen fjädermyggor. Inga underarter finns listade i Catalogue of Life.